# Altron
Altron (株式会社アルトロン Kabushiki-Gaisha Arutoron?) es un desarrollador y distribuidor de videojuegos japonés, localizado en Shinagawa, Tokio, Japón. La compañía opera desde 1983 y ha desarrollado o publicado juegos para el Nintendo 64, PlayStation, Sega Saturn, Super NES, Genesis, NES, Nintendo DS, Game Boy, Game Boy Color, y el Nintendo 3DS.

## Juegos

### Nintendo 64
- 64 Hanafuda: Tenshi no Yakusoku

### PlayStation
- Checkmate
- Checkmate 2
- Colorful Logic
- Colorful Logic 2
- Colorful Logic 3
- Mighty Hits
- Mighty Hits Special
- Missland
- Missland 2
- Puzznic
- Rox
- Robo Pit
- Robo Pit 2
- Tadaima Wakusei Kaitakuchuu!
- Those Who Hunt Elves
- Those Who Hunt Elves II
- Those Who Hunt Elves: Hanafuda
- Waku Waku Monster

### Sega Saturn
- Jung Rhythm
- Mighty Hits
- Robo Pit
- Sorvice
- Tadaima Wakusei Kaitakuchuu!
- Those Who Hunt Elves
- Those Who Hunt Elves II
- Those Who Hunt Elves: Hanafuda
- Waku Waku Monster

### Super NES
- Bass Masters Classic
- Home Alone
- Pink Panther Goes to Hollywood
- Little Magic
- Aryol
- Olivia's Mystery
- Super Slap Shot
- Tom and Jerry

### Genesis
- Pink Panther Goes to Hollywood
- Tom and Jerry: Frantic Antics

### Nintendo Entertainment System
- Paperboy
- Super Sprint
- The Untouchables
- Tom and Jerry (and Tuffy)

### Dreamcast
- Shin Honkaku Hanafuda
- Cleopatra Fortune

### Nintendo DS
- Tak: The Great Juju Challenge
- Finding Nemo: Escape to the Big Blue
- Alex Rider: Stormbreaker
- Danny Phantom: Urban Jungle
- SpongeBob's Atlantis SquarePantis
- Enchanted
- Drawn to Life: SpongeBob SquarePants Edition
- Bolt
- Phineas and Ferb
- Up
- SpongeBob's Truth or Square
- JONAS
- Phineas and Ferb: Ride Again
- Sonny with a Chance
- Phineas and Ferb: Across the 2nd Dimension
- Transformers: Prime – The Game
- Zoo Tycoon DS

### Game Boy Color
- Dexter's Laboratory: Robot Rampage
- Sgt. Rock: On the Frontline
- Elevator Action EX
- Little Magic

### Game Boy
- Checkmate
- The New Chessmaster
- Tom and Jerry: Frantic Antics
- Tom to Jerry
- Jet de Go!: Let's Go By Airliner

### Game Boy Advance
- Danny Phantom: The Ultimate Enemy
- Super Puzzle Bobble
- Pocky & Rocky with Becky
- The Fairly OddParents: Enter the Cleft!
- Danny Phantom: Urban Jungle
- Nicktoons: Freeze Frame Frenzy
- All Grown Up!: Express Yourself
- The Simpsons: Road Rage
- Hot Wheels: Burnin' Rubber
- Hey Arnold!: The Movie
- Flushed Away
- SpongeBob's Atlantis SquarePantis
- Hi Hi Puffy AmiYumi: Kaznapped!
- Bratz: Rock Angelz
- Aleck Bordon Adventure: Tower & Shaft Advance
- Scooby Doo 2: Monsters Unleashed

### Nintendo 3DS
- Disney Infinity: Toy Box Challenge
- Finding Nemo: Escape to the Big Blue - Special Edition
- Jukugo: Sokuhiki Jiten

### iOS/Android
- Pirate Colony
- Ai Pet Miracle Life